# Birthday Letters
Birthday Letters (« cartes d'anniversaire ») est un recueil de poésie de l'auteur britannique, Ted Hughes.
Le recueil est publié en 1998 par la maison d'édition britannique Faber and Faber et contient 88 poèmes. Généralement, on considère qu'il  représente la réponse de Ted Hughes au suicide de son épouse Sylvia Plath, mais aussi aux critiques féministes qui l'ont blâmé pour sa mort.
Publié quelques mois seulement avant la mort de Hughes, le recueil a remporté plusieurs prix littéraires prestigieux, dont le Whitbread Book of the Year, le Forward Poetry Prize for Best Collection et le T.S. Eliot Prize for Poetry en 1999Il. Il a été traduit en français et préfacé par Sylvie Doizelet, éditions Gallimard (2002), rééd. Poésie/Gallimard 2015.

## Distinction
- Whitbread Book 1998[2]